# La Sagra (comarca)
La Sagra è una comarca della Spagna situata nella provincia di Toledo, il cui territorio, che ricopre una superficie di circa 1360 chilometri quadrati, è delimitato dal corso del Guadarrama e del Tago. Nella comarca si trovano 42 comuni, 31 appartenenti alla provincia di Toledo ed 11 alla comunità autonoma di Madrid, per una popolazione totale che nel 1987 ammontava a circa 300.000 abitanti.

## Comuni della provincia di Toledo
I 31 comuni della provincia di Toledo
- Alameda de la Sagra
- Añover de Tajo
- Bargas
- Borox
- Cabañas de la Sagra
- Carranque
- Casarrubios del Monte
- Cedillo del Condado
- Chozas de Canales
- Cobeja
- El Viso de San Juan
- Esquivias
- Illescas
- Lominchar
- Magán
- Mocejón
- Numancia de la Sagra
- Olías del Rey
- Palomeque
- Pantoja
- Recas
- Seseña
- Ugena
- Valmojado
- Las Ventas de Retamosa
- Villaluenga de la Sagra
- Villaseca de la Sagra
- Yeles
- Yuncler
- Yunclillos
- Yuncos

## Comuni della comunità autonoma di Madrid
Gli 11 comuni della comunità autonoma di Madrid
- Batres
- Casarrubuelos
- Ciempozuelos
- Cubas de la Sagra
- Griñón
- Serranillos
- Torrejón de la Calzada
- Torrejón de Velasco
- Valdemoro